# Безистен
Безистенът е покрит пазар, обикновено за нехранителни стоки – платове, обувки, галантерийни, занаятчийски и др.

## Обща характеристика
Наименованието произхожда от арабската дума без (която означава облекло, бельо) и персийската наставка истен.
Строени са в Османската империя. Дизайнът им наподобявал този на джамиите. 
Безистенът е централната сграда в търговската част на града. Бил е считан за толкова важна сграда, че градовете в Османската империя са били класифицирани в 2 категории – градове с безистен и градове без безистен.
Освен търговията с бижута и текстил, в безистените се е търгувало и с роби.

## Примери за безистени
Измежду многото построени безистени само малка част са запазени. Сред най-известните на Балканите са следните:
- Солунски безистен
- Серски безистен
- Скопски безистен
- Бруса безистан (Сараево)
- Ямболски безистен

- Солунският безистен
- Безистенът в Ямбол
- „Бруса безистан“ в Сараево